# Brachyodina dorsata
Brachyodina dorsata är en tvåvingeart som först beskrevs av Johnson 1920.  Brachyodina dorsata ingår i släktet Brachyodina och familjen vapenflugor.
Artens utbredningsområde är Guyana. Inga underarter finns listade i Catalogue of Life.